# Загоруй, Денис Сергеевич
Дени́с Серге́евич Загору́й (укр. Денис Сергійович Загоруй) — украинский полицейский, старший лейтенант, участник российско-украинской войны. Герой Украины (2024).

## Биография
Денис Загоруй служит в батальоне патрульной службы полиции особого назначения «Винница». Он принимал участие в АТО и ООС на востоке Украины. После начала российского вторжения в Украину в 2022 году выполнял боевые задачи на различных участках фронта. Благодаря его мужеству и профессионализму было уничтожено значительное количество оккупантов и вражеской техники.

## Награды
- Звание «Герой Украины» с удостоением ордена «Золотая Звезда» (21 июня 2024) — за личное мужество и героизм, проявленные в защите государственного суверенитета и территориальной целостности Украины, верность военной присяге[1].